# Zu jung für ein Baby
Zu jung für ein Baby (Originaltitel: Fifteen and Pregnant) ist ein US-amerikanisches Filmdrama aus dem Jahr 1998. Regie führte Sam Pillsbury, das Drehbuch schrieb Susan Cuscuna.

## Handlung
Die 15-jährige Tina Spangler wird schwanger. Ihr Freund verlässt sie, auch ihre Freunde wenden sich von ihr ab. Ihre alleinerziehende Mutter Evie unterstützt sie, als Tina darüber nachdenkt, ob sie das Kind abtreiben, zur Adoption freigeben oder selbst aufziehen sollte. Das Mädchen fühlt sich zuerst überfordert, aber dann kommt es mit der Situation zurecht. Tina freundet sich mit der nur wenig älteren Laurie Walsh an, die sich in der gleichen Situation befindet.

## Kritiken
Die Zeitschrift TV Spielfilm schrieb, der Film sei „für amerikanische Verhältnisse realistisch“. Sein Thema sei „nicht neu, aber immerhin mit ernsthaftem Engagement in Szene gesetzt“.

## Auszeichnungen
Kirsten Dunst gewann im Jahr 1998 den YoungStar Award.

## Hintergrund
Der Film wurde in Portland (Oregon) und in Sherwood (Oregon) gedreht. Um die Schwangerschaft möglichst realistisch darzustellen, wurde für Kirsten Dunst ein künstlicher Körperteil aus Glasfaser angefertigt. Der Film wurde in Großbritannien direkt auf Video veröffentlicht.